# David Odhiambo
David Odhiambo – kenijski piłkarz grający na pozycji napastnika. W swojej karierze rozegrał 9 meczów i strzelił 2 gole w reprezentacji Kenii.

## Kariera klubowa
W swojej karierze piłkarskiej Odhiambo grał w klubach Gor Mahia, Re-Union FC i AFC Leopards.

## Kariera reprezentacyjna
W reprezentacji Kenii Odhiambo zadebiutował 17 marca 1988 roku w przegranym 0:3 meczu Pucharu Narodów Afryki 1988 z Egiptem, rozegranym w Rabacie. Był to jego jedyny rozegrany mecz w tym turnieju.
W 1992 roku powołano Odhiambo do kadry na Puchar Narodów Afryki 1992. Wystąpił na nim w jednym meczu grupowym, z Senegalem (0:3). Od 1988 do 1996 wystąpił w kadrze narodowej 9 razy i strzelił 2 gole.